# أبو الهريس
يعتقد المندائيون أن هذه المناسبة هي ذكرى وفاة أجدادهم الأوائل الجماعية. فمنهم من يعتقد أن تلك الوفاة حدثت بالطوفان العظيم والّذي يعرف بطوفان "نوح"، أو بالإبادة الجماعية للثلاثمائة والخمسة والستين ترميذي (رجل دين) الّذين قتلهم اليهود في أورشليم القدس.
ويعتقد المندائيون بأنه في هذا اليوم قام نوح و ابنه سام بعمل طعام غفران الخطايا الوفاني على أرواح الذي ماتو في الطوفان وكان طعام الغفران يتكون من سبع حبوب تمثل أيام الأسبوع السبعة ومن هرس هذه الحبوب السبعة جاءت تسمية أبو الهريس.

## تصورات
يعتقد المندائيون أن الذين غرقوا هم من أعداء الرب وهم كفار وهذا عقابهم من الله، ولتطهير الأرض من الشرك ولا يجب الدعوة لهم بالمغفرة.